# 堺市立東浅香山小学校
堺市立東浅香山小学校（さかいしりつ ひがしあさかやま しょうがっこう）は、大阪府堺市北区にある公立小学校。

## 沿革
堺市立五箇荘小学校の分教場として1958年9月に開設され、3年生までの低学年児童を収容して授業を開始したことに始まる。翌1959年4月1日付で堺市立東浅香山小学校として独立した。
その後地域の住宅開発などにより、1988年には従来の校区の一部を、新設の堺市立新浅香山小学校の校区へ分離している。

## 通学区域
- 堺市北区 北長尾町4丁-8丁、東雲東町3丁・4丁、常磐町1丁1-24番地、東浅香山町1丁・2丁、東浅香山町3丁73-79番地、大豆塚町。

卒業生は基本的に堺市立長尾中学校に進学する。

## 交通
- 阪和線 浅香駅 南東へ約800m。
- 阪和線 堺市駅 北東へ約700m。

## 著名な卒業生
- 森チャック
- 今滝真理子（元・シンガーソングライター）